# Maison Verdandi
La maison Verdandi (en finnois : Verdandin talo) est un édifice de Style néo-Renaissance situé dans le quartier IV à Turku en Finlande.

## Présentation
La maison Verdandi est un bâtiment de style néo-Renaissance construit au coin de Linnankatu et d'Aurakatu. 
Un groupe d'hommes d'affaires de Turku s'est réuni à l'automne 1896 pour discuter de la construction d'un nouvel immeuble d'appartements élégant sur un terrain appartenant aux hommes d'affaires Ernst et Magnus Dahlström. 
Les frères avaient acheté la parcelle au pharmacien Erik Julin. 
Outre les particuliers, la Banque de Finlande a également rejoint la société par actions établie à condition qu'elle puisse utiliser le bâtiment de bureaux d'angle le plus impressionnant. 
il fut décidé que le bâtiment serait conçu par l'architecte Frithiof Strandell. 
Il n'était pas encore un architecte très connu à cette époque, mais sinon il était bien connu dans les milieux d'affaires de Turku.
La construction du bâtiment s'est achevée en 1898.
La maison, qui était à l'origine destinée à être principalement un immeuble résidentiel pour les familles bourgeoises les plus riches, est aujourd'hui en quelque sorte un centre pour les finlandais suédophones de Turku. 
Le club suédois de Turku exerce ses activités dans le grenier du bâtiment et le plus ancien journal finlandais encore publié, Åbo Underrättelser, a son bureau au troisième étage du bâtiment.

## Étymologie
Dans la mythologie nordique, Verdandi est l'une des trois nornes qui règlent le destin de l'ensemble des habitants des neuf mondes de la cosmogonie nordique.